# Feel Good Inc. EP
Pour les articles homonymes, voir Feel Good.
Cet article concerne le maxi Feel Good Inc. EP. Pour chanson éponyme, voir Feel Good Inc..
Albums de Gorillaz
Demon Days
(2005) D-Sides
(2007)
Feel Good Inc. est le second maxi de Gorillaz. Sorti au Japon à la suite du fulgurant succès du single Feel Good Inc., il comporte deux faces-B de ce single, Spitting Out The Demons et Bill Murray, un inédit ensuite repris sur le single de Dirty Harry, Murdoc Is God ainsi que la vidéo de Feel Good Inc. en haute définition. Les trois face-B ont été publiées dans la compilation de faces-B D-Sides en 2007.

## Liste des titres
1. Feel Good Inc. - 3:41
2. Spitting Out the Demons - 5:10
3. Bill Murray - 3:53
4. Murdoc Is God - 2:26
5. Feel Good Inc. (Vidéo) - 4:15